# Kisła
Kisła (ros. Кисла) – wieś (sieło) w Rosji, w obwodzie orenburskim, w rejonie asiekiejewskim. W 2010 liczyła 267 mieszkańców.